# 요한 갈퉁
요한 갈퉁(노르웨이어: Johan Galtung, 1930년 10월 24일~2024년 2월 17일)은 노르웨이의 사회학자이다.

## 생애
노르웨이 오슬로에서 출생했다. 노르웨이 국제평화연구소 창설자이며 오슬로대학교에서 평화와 분쟁 연구 교수로 재직하였다. 1964년 세계 평화학회를 발족하고 1970년대 이후 남북한을 수십 회 방문하여 남북한의 평화 통일을 위해 노력했다. 또 한국의 여러 대학을 찾아 젊은이들을 대상으로 평화에 대한 강연활동을 했다.

## 폭력에 대한 정의
그는 폭력을 특정한 인간이나 세력이 다른 사람의 현실을 저해하는 직접적 폭력과 문화적 폭력으로 구분하였다. 그는 법률과 제도들에 의해 가해지는 피해(구조적 폭력)까지 포함해서 폭력을 정의했다.

## 평화에 대한 정의
요한 갈퉁은 그의 저서 《평화적 수단에 의한 평화》에서 평화를 직접적인 폭력이 없는 상태인 소극적 평화와 갈등을 비폭력적 방식으로 해결하는 적극적 평화로 구분하였다.

## 같이 보기
- 민주평화론
- 비판적 인종 이론